# Czarny Kot (skała)
Czarny Kot – grupa skał we wsi Siedlec, w województwie śląskim, w powiecie częstochowskim, w gminie Janów. Znajduje się na grzbiecie orograficznie prawego zbocza Doliny Wiercicy między ruinami Zamku Ostrężnik a skrzyżowaniem drogi wojewódzkiej nr 793 z drogą do Suliszowic (bliżej skrzyżowania). Pod względem geograficznym jest to obszar Wyżyny Częstochowskiej.
Czarny Kot znajduje się w lesie. Najłatwiej dojść do niego od skrzyżowania z drogą do Suliszowic. Ma wysokość do 15 m i pionowe ściany zbudowane z płyt litego wapienia. Przez wspinaczy skalnych odkryty został dopiero w 2005 roku. Poprowadzili na nim 13 dróg wspinaczkowych o trudności od III do VI.2+ w skali Kurtyki. Jest też projekt jeszcze jednej drogi. Na większości dróg zamontowano stałe punkty asekuracyjne: ringi (r) i stanowiska zjazdowe (st). Wśród wspinaczy skalnych skała jest średnio popularna.

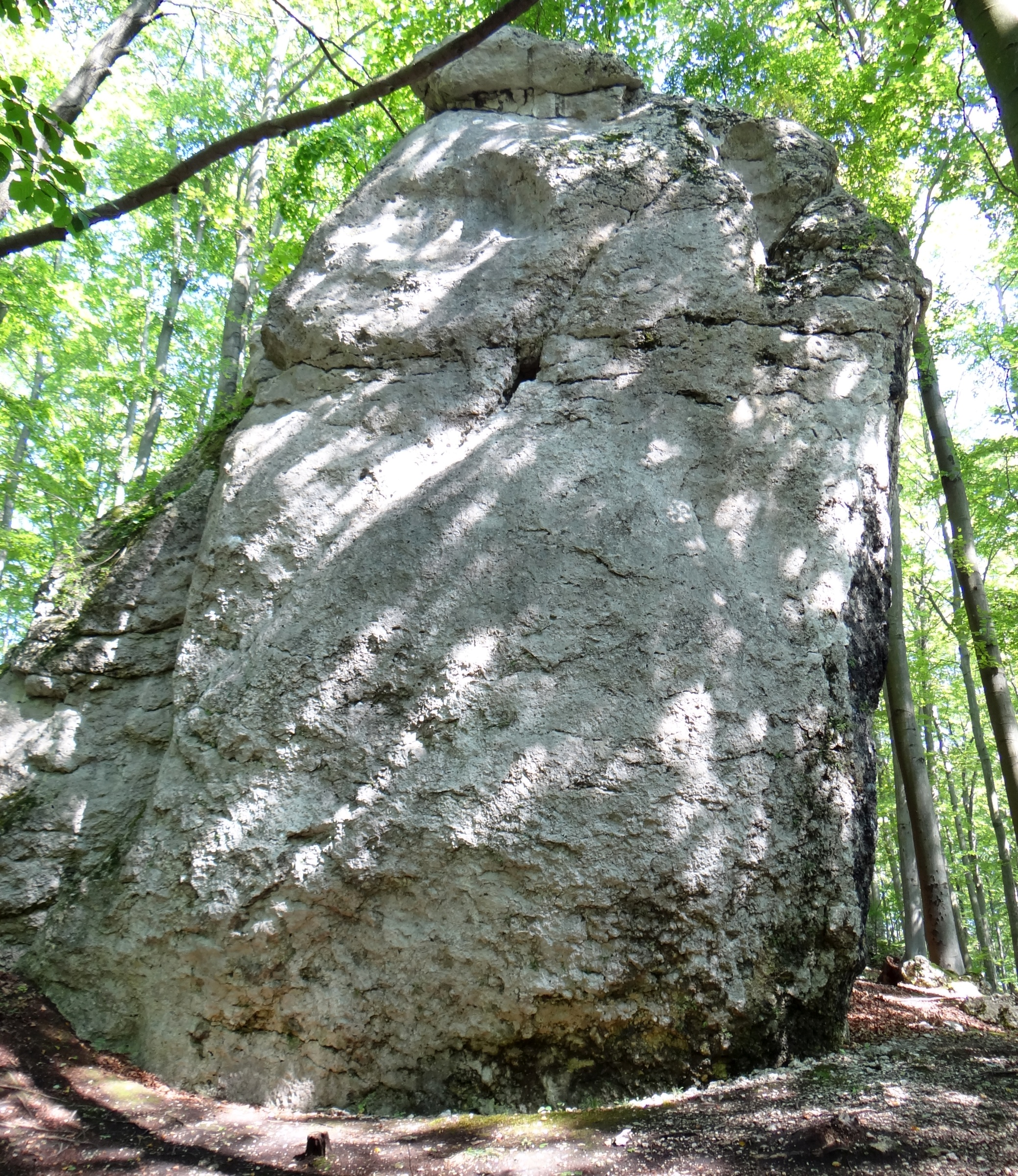
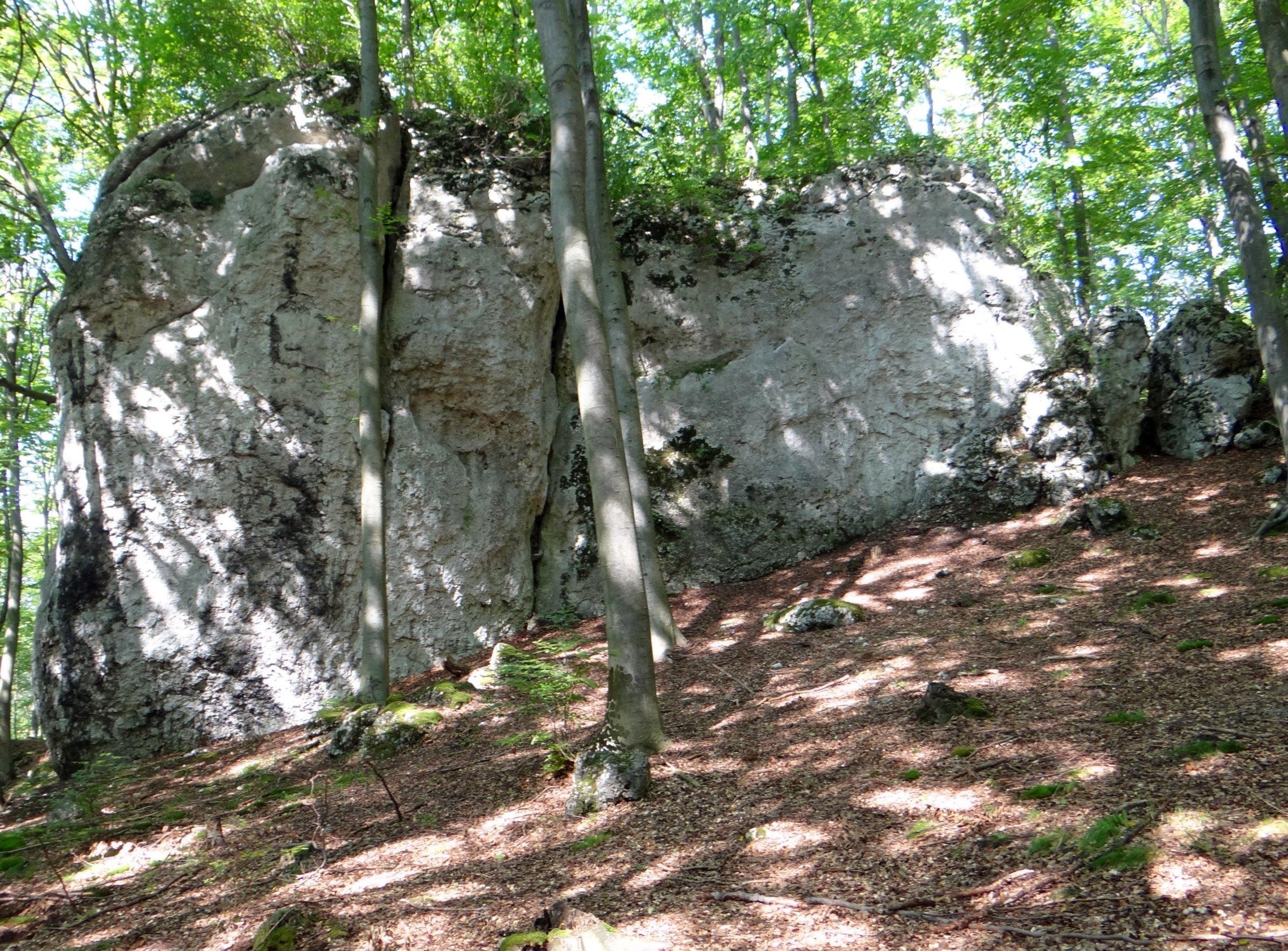
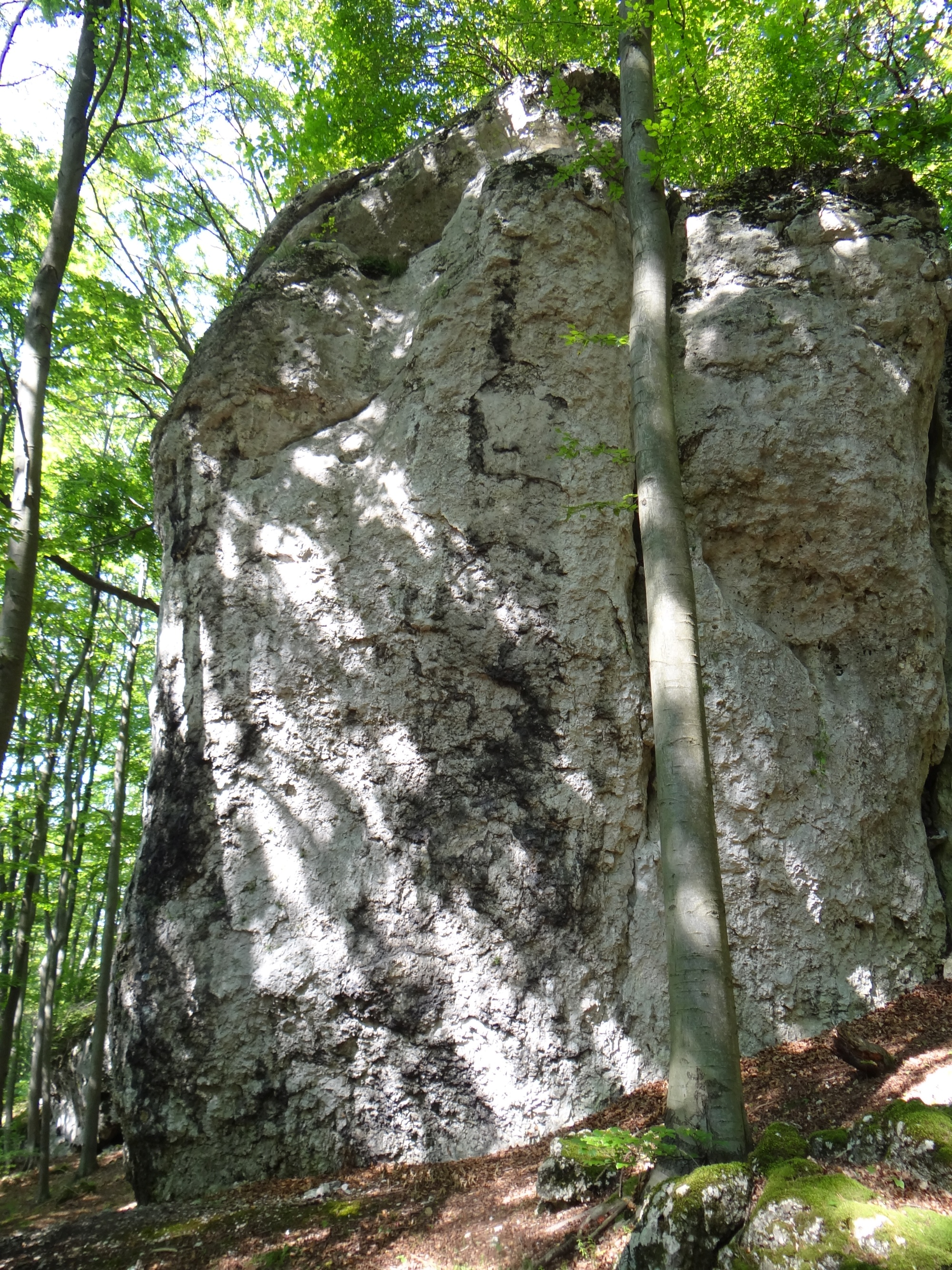
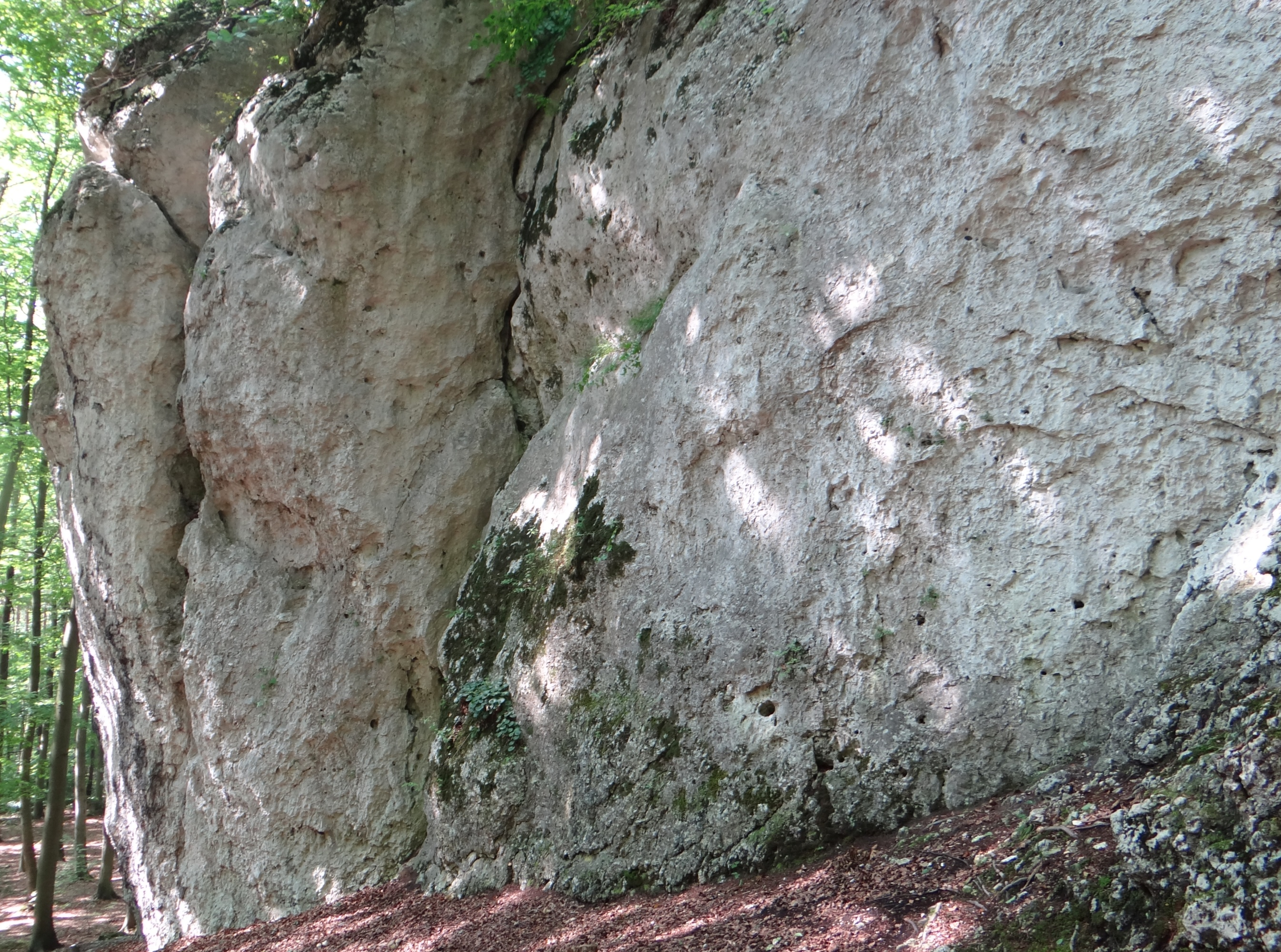
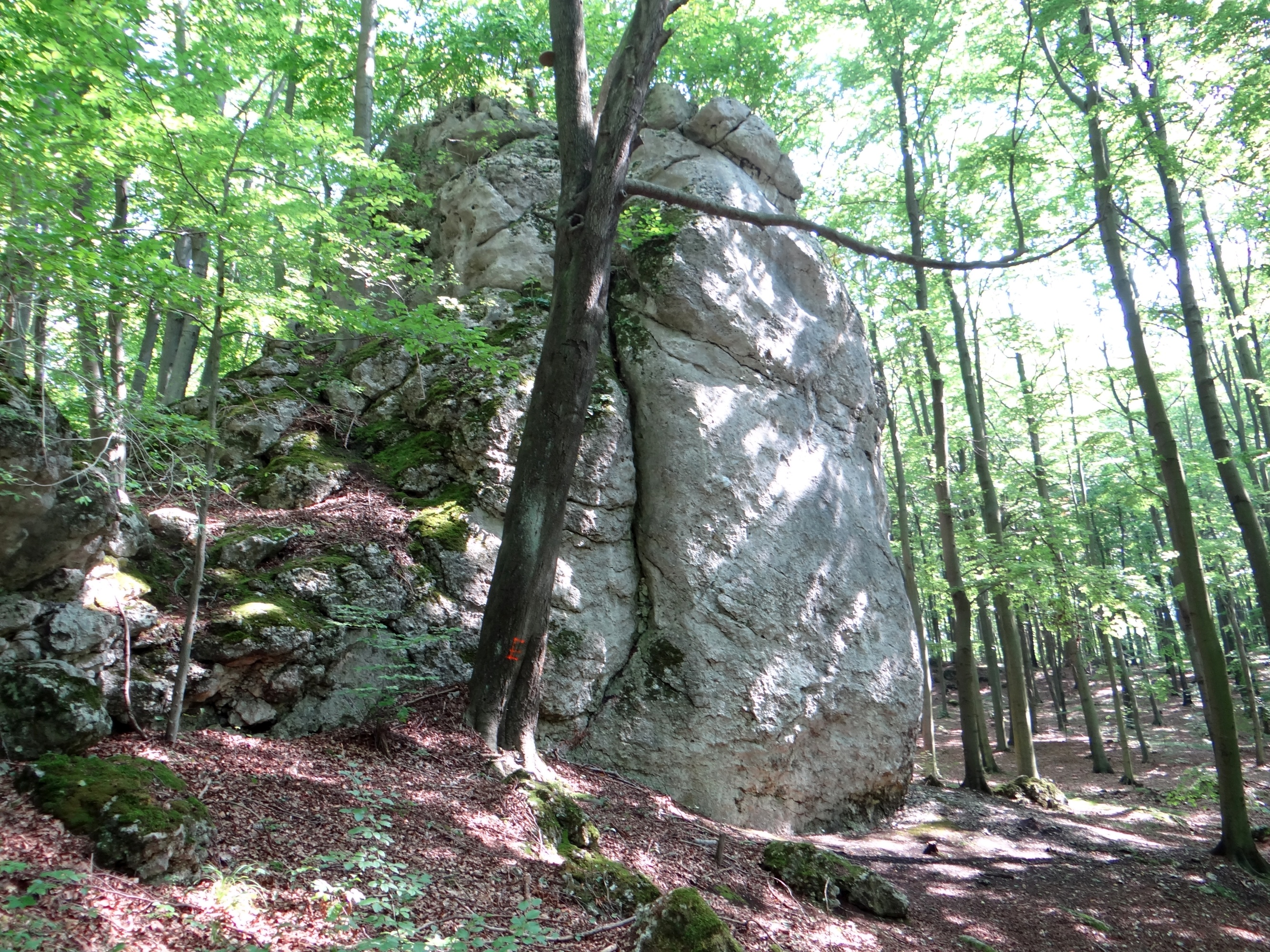

1. Malinowa rysa; III (nie wystarczą same ekspresy)
2. Malina Kowalewski; VI.1+, 4r + st
3. Ktoś chce mnie zabić; VI.2+, 4r + st (niebezpiecznie)
4. Ring z Castoramy VI.4, 4r + st (niebezpiecznie)
5. Próba samobójcza; VI.4, 4r + st (niebezpiecznie)
6. Znikający ring; VI.3, 4r + st
7. Takie sranie; VI.2, 4r + st
8. Projekt
9. Od przedszkola do Opola; VI.1+ (nie wystarczą same ekspresy)
10. Josip Jovic; VI.2+, 3r + st
11. Koło fortuny; IV+ (nie wystarczą same ekspresy)
12. Polisz Irland; VI.1+, 2r + st (niebezpiecznie)
13. Wara skądinąd; VI.2+, 2r + st (niebezpiecznie)
14. Radochy ekipery; VI.1, 2r + st (niebezpiecznie)[4].